# John Alden Dix

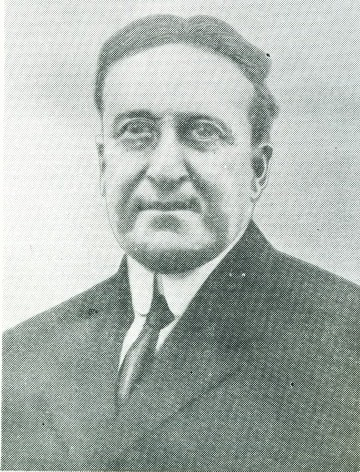
John Alden Dix

John Alden Dix, född 25 december 1860 i Glens Falls, New York, död 9 april 1928 i New York, var en amerikansk demokratisk politiker. Han var guvernör i New York 1911-1912.
Dix studerade vid Cornell University.
Hans grav finns på Albany Rural Cemetery i Menands, New York.